# 六月坡

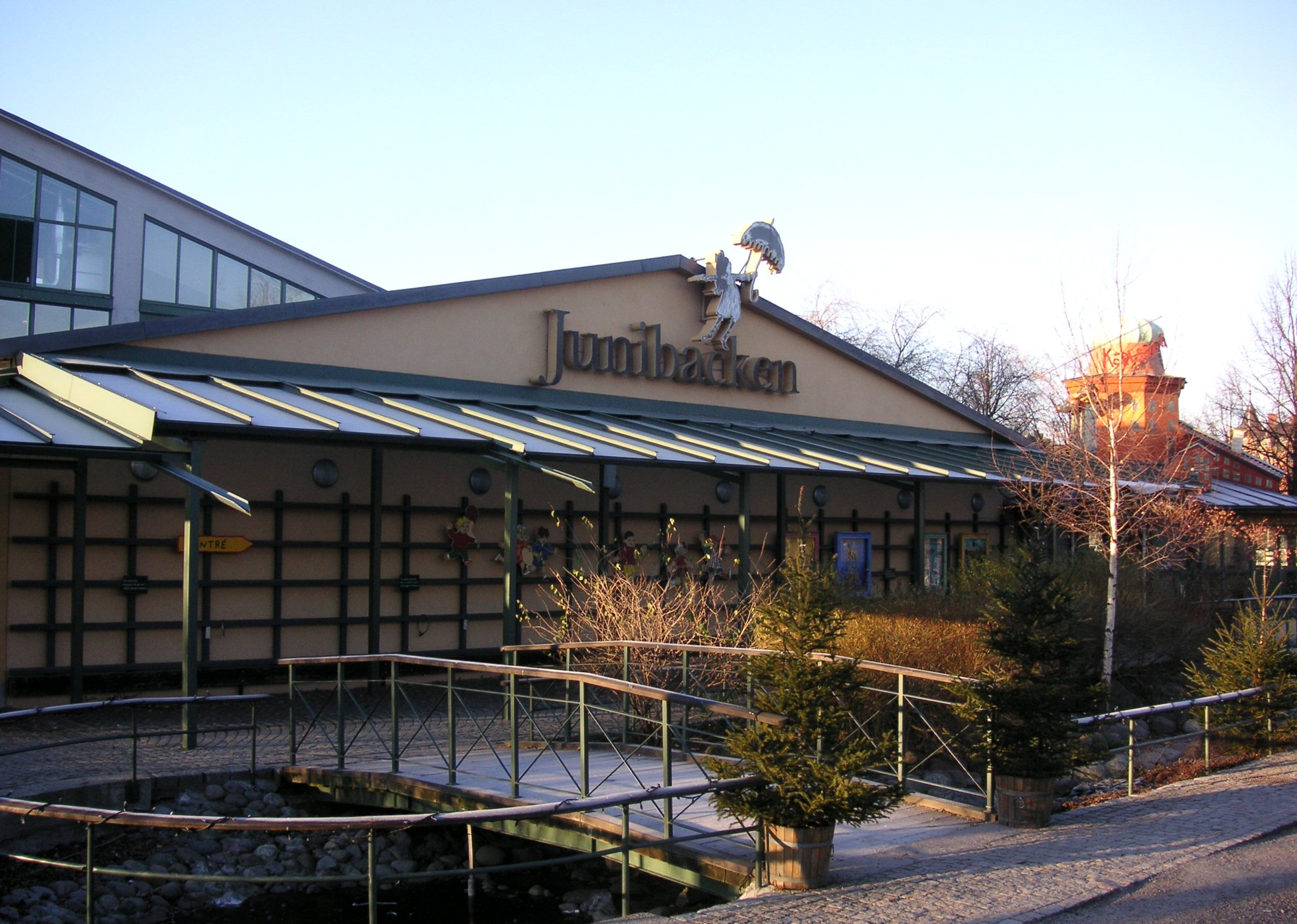
六月坡

六月坡（Junibacken）是瑞典的一座兒童博物館，位於斯德哥爾摩市中心的動物園島。六月坡由瑞典皇室家庭開幕於1996年6月8日，是斯德哥爾摩遊客數第五多的景點，主要展示有關瑞典兒童文學的內容。

## 外部連結
- Junibacken’s own web site（页面存档备份，存于）
- Panorama from Junibacken at Virtualsweden （页面存档备份，存于）

59°19′46″N 18°05′20″E / 59.32944°N 18.08889°E